# Hans-Robert Metelmann
Hans-Robert Metelmann (* 25. Juli 1952 in Berlin) ist ein deutscher Chirurg und Professor für Mund-, Kiefer- und Gesichtschirurgie an der Universität Greifswald. Er war von 2002 bis 2006 parteiloser Bildungsminister des Landes Mecklenburg-Vorpommern. Ende 2020 trat er in den Ruhestand.

## Leben
Nach Schulzeit und Abitur am Evangelischen Gymnasium zum Grauen Kloster zu Berlin begann Metelmann 1972 ein Studium der Zahnmedizin und der Medizin an der Freien Universität Berlin, welches er 1977 mit der Approbation als Zahnarzt und 1982 mit der Approbation als Arzt beendete. Nach der Promotion zum Dr. med. dent. an der FU Berlin mit der Arbeit „Untersuchungen zur zellulären Aufnahme und Verteilung von 57Cobalt-Bleomycin [Cobalt-Bleomycin] in Ehrlich-Aszites-Tumorzellen“ war Metelmann 1980 Research Fellow an der Universität von Texas in San Antonio. 1986 wurde Metelmann Facharzt für Mund-, Kiefer- und Gesichtschirurgie und im selben Jahr an der FU Berlin mit der Arbeit „Die In-vitro-Klonierungsfähigkeit von Karzinomen als prognostischer Parameter für die Überlebenszeit der Patienten“ zum Dr. med. promoviert. 1988 wurde er auch Facharzt für Plastische Operationen. 1989 habilitierte er sich an der FU Berlin mit der Arbeit „Das antionkogramm-gestützte Behandlungskonzept für fortgeschrittene Karzinome im Mund-, Kiefer- und Gesichtsbereich – Grundlagen, Methoden und klinische Studien auf der Basis von Tumorklonierungsassays“. Seit 2010 ist Metelmann Fellow European Board Oral Maxillo-Facial Surgeons.
1993 nahm Metelmann den Ruf der Ernst-Moritz-Arndt-Universität Greifswald als Professor für Mund-, Kiefer- und Gesichtschirurgie und Plastische Operationen an. Von 1994 bis 1996 war er Dekan der Medizinischen Fakultät, von 1998 bis 2000 Prorektor und anschließend Rektor der Universität Greifswald. 2002 trat er in die Landesregierung von Mecklenburg-Vorpommern als Bildungsminister ein. Er wurde in das Kuratorium der Deutschen Stiftung Denkmalschutz unter dem Vorsitz von Gottfried Kiesow aufgenommen.
Nach Rückkehr auf den Lehrstuhl 2006 hat Metelmann seine Forschungen in der Krebsmedizin und in der ästhetischen Medizin fortgesetzt. Im Schwerpunkt Krebsforschung hat er 2007 die Arbeitsgruppe „Cancer Politics“ aufgebaut, und er beschäftigt sich seit 2011 mit der Wirkung von physikalischem Plasma auf Krebszellen. 2013 hat Metelmann das Nationale Zentrum für Plasmamedizin mitgegründet, ist sein Gründungsvorsitzender, und er gibt mit Thomas von Woedtke das Journal Clinical Plasma Medicine (Elsevier Verlag) heraus. Die International Society of Plasma Medicine hat ihm 2018 in Philadelphia den Plasma Medicine Award verliehen. Im Schwerpunkt ästhetische Medizin hat Metelmann den Studiengang „Diploma in Aesthetic Laser Medicine“ mit Ulrich Westermann und Stefan Hammes etabliert und wurde dafür 2012 mit der Ehrenmitgliedschaft in der Deutschen Dermatologischen Lasergesellschaft ausgezeichnet. Er erhielt 2007 den Laser Award Trier und die Minervamedaille. Metelmann ist Fellow der ScanBalt Academy und war 2007 bis 2010 ScanBalt Chairman.  
Johannes Grützke hat Metelmann 2014 für die Galerie der Rektorenportraits der Universität Greifswald gemalt.  
In der Präsidentschaft von Hans-Olaf Henkel und Ernst Theodor Rietschel war Metelmann Mitglied des Kuratoriums der Leibniz-Gemeinschaft.  
Seit 1995 war Metelmann für zwei Legislaturperioden Mitglied der Synode der Pommerschen Evangelischen Kirche und Mitglied der Kirchenleitung. Ab 2014 war er Mitglied im Stiftungsrat der Schulstiftung der Nordkirche.
Metelmann war Vorsitzender der Gesellschaft zur Förderung der Greifswalder Bachwoche und Vorsitzender der Stiftung Gerhart-Hauptmann-Haus Kloster/Hiddensee.
Hans-Robert Metelmann ist verheiratet und hat vier Töchter.

## Öffentliche Ämter
Von 1994 bis 2004 gehörte der parteilose Metelmann als Mitglied der SPD-Fraktion der Stadtverordnetenversammlung von Jarmen an. Bei den Kommunalwahlen 2014 gewann er als Einzelbewerber zwei Sitze und wirkte wieder in der Stadtvertretung mit.  
Nach der Landtagswahl 2002 wurde Metelmann am 6. November 2002 als Minister für Bildung, Wissenschaft und Kultur in die von Ministerpräsident Harald Ringstorff (SPD) geführte Landesregierung von Mecklenburg-Vorpommern berufen. In dieser Funktion war er auch Mitglied im Wissenschaftsrat. 
Er bemühte sich die Qualitätsentwicklung in der Schule (Programm „Gute Schule“, Neuordnung der Gymnasialen Oberstufe mit sechs Hauptfächern statt zwei Leistungskursen) und die Profilierung der Wissenschaftslandschaft im Ostsee-Verbund der Europäischen Union (ScanBalt, Baltic Sea Health Region, BioCon Valley) zu fördern. 
Die Oberstufenreform von 2006 wurde 2019 wieder zurückgenommen, weil die Ergebnisse ohne Leistungskurse zu schlecht waren. Von den Erfordernissen der Regionalen Schule begriff er nichts. Die Konzentration von Studienangeboten im Lehramt auf einzelne Standorte (Grundschullehramt in Rostock) oder vollständige Streichung (Berufsschullehramt) führte im langfristigen Ergebnis zu erheblichem Lehrermangel im Land. Beides wurde korrigiert. Juristen wurden nur noch in Greifswald ausgebildet.
Nach der Landtagswahl 2006 schied er am 7. November 2006 aus dem Amt und kehrte auf den Lehrstuhl an der Universität Greifswald zurück.

## Einzelbelege
1. ↑  Thomas Volgmann: Nachfolger dringend gesucht: Anwaltskanzleien droht das Aus. In: svz.de. Abgerufen am 5. März 2020.

| Vorgänger     | Amt                                       | Nachfolger        |
| ------------- | ----------------------------------------- | ----------------- |
| Jürgen Kohler | Rektor der Universität Greifswald 2000/03 | Rainer Westermann |

| Personendaten    | Personendaten                                                                                    |
| ---------------- | ------------------------------------------------------------------------------------------------ |
| NAME             | Metelmann, Hans-Robert                                                                           |
| KURZBESCHREIBUNG | deutscher Chirurg und Hochschullehrer in Greifswald, Bildungsminister von Mecklenburg-Vorpommern |
| GEBURTSDATUM     | 25. Juli 1952                                                                                    |
| GEBURTSORT       | Berlin                                                                                           |